# Martín Demichelis
Martín Gastón Demichelis (* 20. Dezember 1980 in Justiniano Posse) ist ein ehemaliger argentinischer Fußballspieler und aktueller Fußballtrainer.

## Karriere als Spieler

### Vereine
Demichelis begann seine Fußballerkarriere bei Complejo Deportivo Teniente Origone Justiniano Posse und wechselte 1995 zum Club Renato Cesarini, für den er drei Spielzeiten aktiv war. Zum Profifußballer wurde er, als er 1998 zum argentinischen Top-Klub River Plate wechselte und für diesen bis 2003 spielte. Mit River Plate gewann Demichelis 2002 und 2003 die nationale Meisterschaft.

#### FC Bayern
Im Jahre 2003 sicherte sich dann der FC Bayern München für etwa 4,5 Millionen Euro die Dienste des Argentiniers. Sein Pflichtspieldebüt für die Roten gab er in der 1. Runde des DFB-Pokals am 30. August 2003 beim 5:0-Auswärtssieg gegen Borussia Neunkirchen. Auf seinen ersten Bundesligaeinsatz musste Demichelis bis zum 7. Spieltag 2003/04 warten. Beim Auswärtsspiel in Rostock stand er am 27. September 2003 in der Startelf der Münchner, wo er vor der Viererkette im defensiven Mittelfeld agierte. Seinen ersten Treffer für Bayern erzielte Demichelis am 16. Dezember 2003 im Auswärtsspiel beim SC Freiburg. Den 6:0-Sieg leitete er mit seinem Kopfballtreffer zum 1:0 ein.
In der Rückrunde wurde es ruhiger um den Argentinier. Zwischen dem 18. und 34. Spieltag kam der defensive Spieler nur noch zu sechs Einsätzen. Dabei wurde er dreimal ein- und dreimal ausgewechselt. Gründe waren, dass in der Innenverteidigung mit Samuel Kuffour, Thomas Linke und Robert Kovač bereits drei Abwehrkräfte um zwei Startplätze kämpften und das defensive Mittelfeld mit Owen Hargreaves, Jens Jeremies und auch Michael Ballack gut bestückt war. Kurzzeitig schickte ihn Trainer Ottmar Hitzfeld zu den Bayern-Amateuren, für die er eine Partie absolvierte. Seinen ersten Titel mit Bayern München gewann er 2004, da sie als Tabellenzweiter für den DFB-Ligapokal qualifiziert waren und im Finale Werder Bremen mit 3:2 bezwangen.
In den Spielzeiten 2004/05, 2005/06 und 2006/07 spielte Demichelis regelmäßig. Dabei setzte ihn der damalige Trainer Felix Magath aber vor allem im defensiven Mittelfeld ein. Erst zur Saison 2007/08 beorderte ihn Hitzfeld in die Innenverteidigung, wo er zusammen mit Lúcio und Daniel Van Buyten das Innenverteidiger-Trio gab. Jedoch sorgte Demichelis für einen Eklat, als er sich im Rahmen einer Pressekonferenz öffentlich darüber beschwerte, auch unter Hitzfeld zeitweise wieder nicht auf seiner bevorzugten Position in der Verteidigung eingesetzt zu werden und weigerte sich, weiterhin im defensiven Mittelfeld zu spielen, woraufhin er von Hitzfeld kurzzeitig suspendiert wurde.
In den Jahren 2005, 2006, 2008 und 2010 gewann der Verein die deutsche Meisterschaft sowie den DFB-Pokal. Dabei stand Demichelis in allen vier Finalspielen um den Pokal in der Startelf der Münchner. Auch im Finale der Champions League am 22. Mai 2010, das mit 0:2 gegen Inter Mailand verloren wurde, gehörte er zur Startelf. Vor dem ersten Spiel der Saison 2010/11 gegen den VfL Wolfsburg wurde er von Trainer Louis van Gaal aus dieser gestrichen; daraufhin lehnte er es ab, sich auf die Ersatzbank zu setzen.

#### FC Málaga

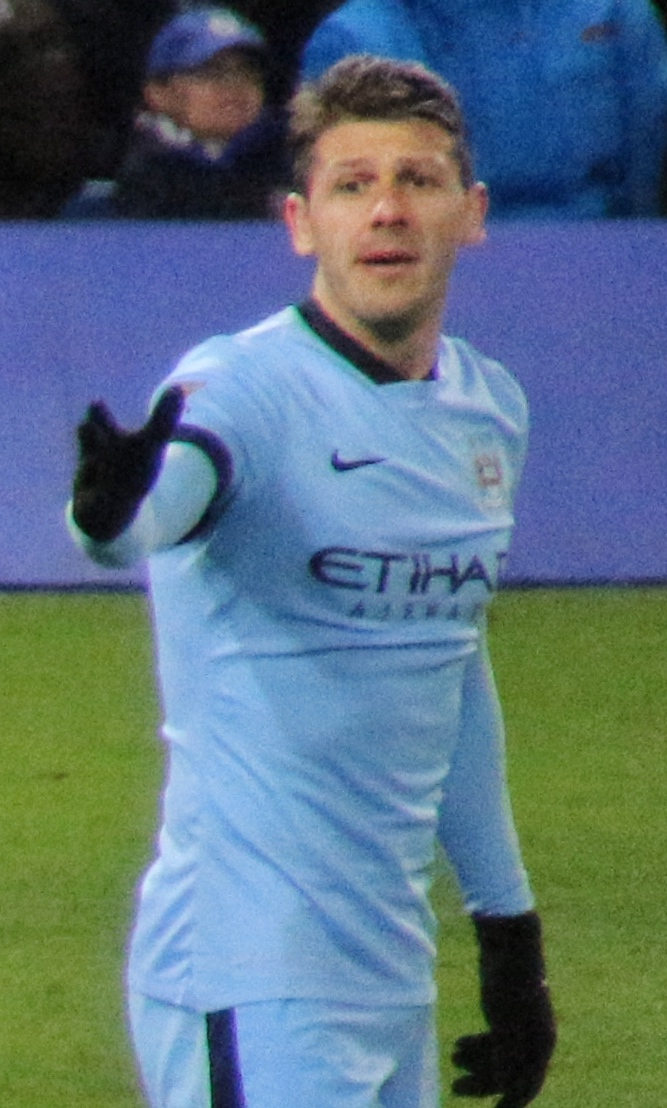
Demichelis im Trikot von Manchester City

Mit seiner Reservistenrolle beim FC Bayern München unzufrieden, wechselte Demichelis am 1. Januar 2011 zum FC Málaga, nachdem sich beide Vereine vor Jahresende über den Transfer einig waren; über die Ablösemodalitäten wurde Stillschweigen vereinbart. Sein erstes Spiel für den spanischen Erstligisten absolvierte Demichelis am 8. Januar 2011 beim 1:1-Unentschieden im Heimspiel gegen Athletic Bilbao, in dem er auch gleich sein erstes Tor mit dem Treffer zum 1:0 erzielte.

#### Über Madrid zu Manchester City
Nachdem er die ihm angebotene Vertragsverlängerung abgelehnt hatte, wechselte Demichelis im Juli 2013 zunächst ablösefrei zum Ligakonkurrenten Atlético Madrid, bei dem er einen Einjahresvertrag erhielt. Noch ohne ein Pflichtspiel für Atlético bestritten zu haben, wurde er jedoch bereits zwei Monate später vom englischen Erstligisten Manchester City verpflichtet und mit einem bis zum 30. Juni 2015 laufenden Vertrag ausgestattet. Im März 2015 wurde die Laufzeit seines Vertrages um ein Jahr verlängert; nach Ablauf der Vertragslaufzeit verließ er den Verein.
Demichelis bestritt in drei Jahren für Manchester City insgesamt 91 Pflichtspiele und wurde mit dem Club in der Saison 2013/14 englischer Meister.

#### Barcelona und Rückkehr zu Málaga
Zur Saison 2016/17 verpflichtete ihn der spanische Erstligist Espanyol Barcelona bis zum Saisonende. Nach zwei Ligaeinsätzen für Espanyol Barcelona wurde der Vertrag Anfang Januar 2017 vorzeitig aufgelöst.
Daraufhin wechselte Demichelis zurück zum FC Málaga und unterschrieb dort einen bis zum Saisonende laufenden Vertrag. Am 15. Mai 2017 kündigte er sein Karriereende nach der Saison an.

### Nationalmannschaft

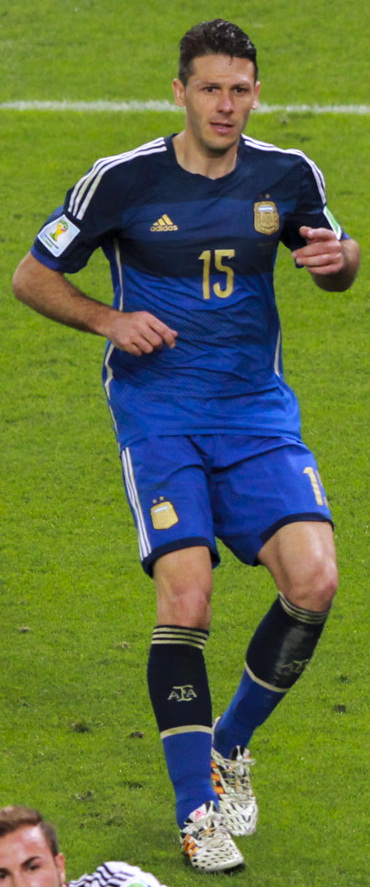
Demichelis im WM-Finale 2014 beim Siegtor von Mario Götze

Für den Konföderationen-Pokal 2005 wurde er zwar von Nationaltrainer José Pekerman in den Kader der A-Nationalmannschaft berufen, bestritt aber während des Turniers kein einziges Spiel.
Trotz mehrerer Einsätze in Freundschaftsspielen wurde er am 15. Mai 2006 von Pekerman nicht für das argentinische Aufgebot bei der WM 2006 in Deutschland nominiert. Nach dem Rücktritt von Roberto Ayala wurde er unter Trainer Alfio Basile jedoch wieder Teil der Mannschaft; das Medienecho war positiv.
Im Jahr 2008 wurde er für den Kader für das olympische Fußballturnier 2008 in Peking nominiert. Da der FC Bayern München ihn aber nicht freistellte, verzichtete er schließlich freiwillig auf eine Teilnahme. Während der WM 2010 in Südafrika kam er in allen fünf Spielen zum Einsatz. Im dritten Gruppenspiel, beim 2:0-Sieg gegen die Auswahl Griechenlands, erzielte er per Kopf das Führungstor in der 78. Minute. Demichelis nahm an der Fußball-Weltmeisterschaft 2014 in Brasilien teil. Er wurde dort erst ab dem Viertelfinale eingesetzt. Ab diesem Spiel gegen Belgien stand er immer in der Startelf – so auch im Finale, welches Argentinien mit 0:1 verlor.
2015 nahm er mit der Nationalmannschaft an der Copa América teil, kam im letzten Gruppenspiel beim 1:0-Sieg gegen die Auswahl Jamaikas, beim 6:1-Sieg im Halbfinale gegen die Auswahl Paraguays und im Finale gegen die Auswahl Chiles zum Einsatz, das mit 1:4 im Elfmeterschießen verloren wurde.

## Karriere als Trainer
In der Saison 2017/18 war Demichelis Co-Trainer von José Miguel González beim spanischen Erstligisten FC Málaga.
Zur Saison 2019/20 wurde Demichelis vom FC Bayern als Trainer der U19-Juniorenmannschaft verpflichtet. Damit wurde er Nachfolger von Sebastian Hoeneß, welcher daraufhin die zweite Mannschaft übernahm.
Im April 2021 übernahm Demichelis gemeinsam mit dem bisherigen U17-Trainer Danny Schwarz die zweite Mannschaft, die nach dem 30. Spieltag der Saison 2020/21 in der 3. Liga punktgleich mit dem ersten Abstiegsplatz war, von Holger Seitz, der wieder auf seine ursprüngliche Position im FC Bayern Campus zurückkehrte; dieser Wechsel war zur neuen Saison ohnehin vorgesehen. Demichelis wäre es aufgrund der fehlenden Fußballlehrer-Lizenz allein nicht erlaubt gewesen, länger als 15 Werktage Cheftrainer einer Drittligamannschaft zu sein. Schwarz und Demichelis holten in acht Spielen durch vier Unentschieden vier Punkte, sodass die Mannschaft auf dem 18. Platz in die Regionalliga Bayern abstieg. Da in der Regionalliga eine Fußballlehrer-Lizenz nicht Voraussetzung ist, war Demichelis ab der Saison 2021/22 alleiniger Cheftrainer der Mannschaft und Schwarz einer seiner Co-Trainer. Die Mannschaft lieferte sich mit der SpVgg Bayreuth einen Kampf um den Aufstieg, zog aber auf dem 2. Platz mit 7 Punkten Rückstand den Kürzeren. Der Start in die Saison 2022/23 verlief schwach, sodass der Rückstand auf den Tabellenführer nach dem 21. Spieltag bereits 19 Punkte betrug.
Mitte November 2022 verließ Demichelis den FC Bayern, um zur Saison 2023 Cheftrainer von River Plate zu werden. Er unterschrieb einen Vertrag bis zum 31. Dezember 2025 und folgte auf Marcelo Gallardo. Ende Juli 2024 gab der Verein die Trennung bekannt.
Im August 2024 wurde er Trainer des mexikanischen Erstligisten CF Monterrey. Nach dem Aus im Viertelfinale der Clausura 2025 gegen Deportivo Toluca wurde Demichelis Mitte Mai 2025 wieder entlassen.

## Erfolge als Spieler

### Mit River Plate
- Argentinischer Meister: 2002, 2003

### Mit Bayern München
- UEFA-Champions-League-Finalist: 2010
- Deutscher Meister: 2005, 2006, 2008, 2010
- DFB-Pokalsieger: 2005, 2006, 2008, 2010
- DFB/DFL-Ligapokal-Sieger: 2004, 2007
- DFL-Supercup-Sieger: 2010

### Mit Manchester City
- Englischer Ligapokal-Sieger: 2014, 2016
- Englischer Meister: 2014

### Mit Argentinien
- Konföderationen-Pokal-Finalist: 2005
- Vizeweltmeister: 2014
- Copa-América-Finalist: 2015

### Individuell
- Kicker-Abwehrspieler des Jahres (Innenverteidiger): 2008

## Erfolge als Trainer

### Mit River Plate
- Argentinischer Meister: 2023[21]